# Santans
Santans település Franciaországban, Jura megyében. Lakosainak száma 275 fő (2022. január 1.). Santans Our, Chamblay, Germigney, Montbarrey, Ounans és La Vieille-Loye községekkel határos.

## Népesség
A település népessége az elmúlt években az alábbi módon változott:
| Lakosok száma | 218  | 257  | 265  | 310  | 315  | 306  | 297  | 281  | 280  | 275  |
|               | 1968 | 1982 | 1990 | 2006 | 2013 | 2015 | 2017 | 2019 | 2020 | 2022 |